# Výroční zpráva
Výroční zpráva je dokument, který podává informaci o vývoji společnosti za fiskální rok. Společnost prostřednictvím výroční zprávy informuje o finanční situaci, podnikatelské činnosti a výsledcích hospodaření za uplynulé účetní období a o vyhlídkách budoucího vývoje finanční situace, podnikatelské činnosti a očekávaných výsledků hospodaření.
Výroční zpráva je i nástrojem marketingové komunikace, jehož pomocí společnost prezentuje své cíle, filozofii a současné komunikační téma. Dobře zpracovaná výroční zpráva pomáhá budovat image společnosti, zvyšuje důvěryhodnost a posiluje její pozici na trhu.

## Informační povinnost
Výroční zprávu jsou povinny vyhotovit ty společnosti, které musejí mít účetní závěrku ověřenou auditorem. Podle zákona č. 563/1991 Sb., o účetnictví, a podle zákona č. 513/1991 Sb. (obchodního zákoníku) se jedná o akciové společnosti, obchodní společnosti, které povinně vytvářejí základní jmění a v předcházejícím roce splnily dvě ze tří následujících kritérií: výše jejich rozvahy činila více než 40 mil. Kč, čistý obrat dosáhl výše nad 80 mil. Kč a průměrný stav zaměstnanců nad 50 osob. K těmto společnostem se v povinnosti vydávat výroční zprávu řadí také nadace a nadační fondy, které se v této oblasti řídí § 24 a § 25 zákona č. 227/1997 Sb., o nadacích a nadačních fondech.
Společnosti, které musejí výroční zprávu vydávat, mají tzv. informační povinnost, která je daná zákonem. Tyto společnosti jsou povinny vyhotovit výroční zprávu, jejímž účelem je výše uvedenými zákony ustanoveno, že musejí uceleně, vyváženě a komplexně informovat o vývoji jejich výkonnosti, činnosti a stávajícím hospodářském postavení.

## Určení
Výroční zprávy jsou určeny investorům, na jejichž investiční rozhodování má výroční zpráva zásadní vliv. Pro finanční analytiky jsou výroční zprávy nejdůležitějším nástrojem k posouzení firemní strategie a k získávání aktuálních informací o budoucím vývoji společnosti. Podrobné informace o vývoji společnosti a jejích finančních výsledcích jsou klíčové pro vlastníky, akcionáře, strategické partnery, zaměstnance, státní správu, novináře a další zainteresované osoby včetně veřejnosti.
Společnostem, které jsou emitenty kótovaného cenného papíru, upravuje informační povinnost zákon č. 256/2004 Sb., o podnikání na kapitálovém trhu. Emitenti mají zároveň povinnost předložit výroční zprávu České národní bance, a to do 30. dubna. Ostatním společnostem s informační povinností zákon stanovuje termín 30. června. Česká národní banka také upravuje obsahové náležitosti výroční zprávy emitentů, které se každoročně aktualizují.

## Obsah výroční zprávy
Povinnými obsahovými náležitostmi výroční zprávy jsou:
- účetní závěrka ověřená auditorem,
- informace o předpokládaném vývoji činnosti účetní jednotky,
- aktivity v oblasti výzkumu a vývoje,
- aktivity v oblasti ochrany životního prostředí a pracovněprávních vztazích,
- informace týkající se případných organizačních složek podniku v zahraničí,
- cíle a metody řízení rizik dané společnosti.

Společnost může ve výroční zprávě uvést i další informace, například:
- úvodní slovo předsedy představenstva,
- úvodní slovo generálního ředitele,
- informace o aktivitách společnosti s ohledem na její činnost,
- informace o CSR aktivitách společnosti,
- informace o dárcovství společnosti.